# Ivan Moskvitine
Ivan Iourievitch Moskvitine (en russe : Иван Юрьевич Москвитин) est un explorateur russe du XVIIe siècle.

## Biographie
Moskvitine était probablement originaire de Moscou. Il dirigea une expédition russe de reconnaissance de l'océan Pacifique, devenant ainsi la première personne identifiée à naviguer en mer d'Okhotsk.
Attesté pour la première fois en 1626 comme résident parmi les Cosaques à Tomsk, Moskvitine accompagna leur ataman Dmitry Kopylov à Iakoutsk. Le 28 juillet 1638, Kopylov fonda une petite forteresse sur la rivière Aldan et envoya Moskvitine à Tomsk à la tête de 20 Cosaques de Tomsk et 29 Cosaques de Krasnoïarsk à la recherche de minerai d'argent plus à l'est.
L'expédition de Moskvitine navigua jusqu’au Pacifique qu'elle atteignit à la mi-septembre. Les Cosaques construisirent un camp d'hiver sur les rives de la mer d'Okhotsk et apprirent de la population autochtone la proximité du fleuve Amour. En avril 1640, ils naviguèrent apparemment jusqu’à l'embouchure du fleuve Amour et repérèrent les îles Chantar sur le chemin du retour.
En 1645, Moskvitine rendit compte de ses découvertes au prince Chtcherbatov, le voïvode moscovite à Tomsk. Un an plus tard, il apporta à Moscou des informations sur la mer de l'Est. Sur la base de son rapport, la première carte russe de l'Extrême-Orient est dressée en mars 1642.